# Zexcs
Zexcs (ゼクシズ Zekushizu?), comúnmente estilizado como ZEXCS, es un estudio de animación japonés localizado en Koganei, Tokio, Japón. Se estableció el 23 de enero de 1998 y es conocido por hacer la producción de animación de series como Diabolik Lovers, Mai Hime, Sister Princess y Speed Grapher. Zexcs también es conocido por su cooperación con otra compañía de animación llamada Feel.

## Producciones

### Series de televisión
| Año  | Título                                                | Director(es)                              | Fecha de primera transmisión | Fecha de última transmisión | Eps. | Notas                                                                                               | Refs.  |
| ---- | ----------------------------------------------------- | ----------------------------------------- | ---------------------------- | --------------------------- | ---- | --------------------------------------------------------------------------------------------------- | ------ |
| 2001 | Sister Princess                                       | Kiyotaka Ohata (1–12) Ikuji Inada (13–26) | 4 de abril de 2001           | 26 de septiembre de 2001    | 26   | Adaptación de una serie de novelas ligeras escritas por Sakurako Kimino.                            |        |
| 2002 | Sister Princess: RePure                               | Nagisa Miyazaki Tsubane Shimodaya         | 4 de octubre de 2002         | 25 de diciembre de 2002     | 13   | Secuela de Sister Princess.                                                                         |        |
| 2002 | Kikō Sennyo Rōran                                     | Toshiki Hirano                            | 15 de noviembre de 2002      | 30 de mayo de 2003          | 28   | Anime original.                                                                                     |        |
| 2003 | Da Capo                                               | Nagisa Miyazaki                           | 5 de julio de 2003           | 27 de diciembre de 2003     | 26   | Basada en una novela visual para adultos de Circus.                                                 |        |
| 2004 | Final Approach                                        | Takashi Yamamoto                          | 3 de octubre de 2004         | 26 de diciembre de 2004     | 13   | Basada en una novela visual para adultos de Circus.                                                 |        |
| 2005 | Sukisho!                                              | Haruka Ninomiya                           | 9 de enero de 2005           | 27 de marzo de 2005         | 12   | Adaptación de una serie de novelas ligeras escritas por Riho Sawaki.                                |        |
| 2005 | Canvas 2: Niji Iro no Sketch                          | Itsuro Kawasaki                           | 2 de octubre de 2005         | 26 de marzo de 2006         | 24   | Basada en una novela visual para adultos de F&C FC01.                                               |        |
| 2006 | Mamoru-kun ni Megami no Shukufuku o!                  | Takashi Yamamoto                          | 6 de octubre de 2006         | 30 de marzo de 2007         | 25   | Adaptación de una serie de novelas ligeras escritas por Hiroki Iwata.                               |        |
| 2007 | Mushi-Uta                                             | Kazuo Sakai                               | 6 de julio de 2007           | 5 de octubre de 2007        | 12   | Adaptación de una serie de novelas ligeras escritas por Kyouhei Iwai. Producción junto a Beat Frog. |        |
| 2007 | Rental Magica                                         | Itsuro Kawasaki                           | 8 de octubre de 2007         | 24 de marzo de 2008         | 24   | Adaptación de una serie de novelas ligeras escritas por Makoto Sanda.                               |        |
| 2008 | H2O: Footprints in the Sand                           | Hideki Tachibana                          | 4 de enero de 2008           | 21 de marzo de 2008         | 12   | Basada en una novela visual para adultos de Makura.                                                 |        |
| 2008 | Wagaya no oinari-sama                                 | Yoshiaki Iwasaki                          | 7 de abril de 2008           | 15 de septiembre de 2008    | 24   | Adaptación de una serie de novelas ligeras escritas por Jin Shibamura.                              |        |
| 2008 | Macademi Wasshoi!                                     | Takaomi Kanasaki                          | 6 de octubre de 2008         | 22 de diciembre de 2008     | 12   | Adaptación de una serie de novelas ligeras escritas por Ichirō Sakaki.                              |        |
| 2009 | Chrome Shelled Regios                                 | Itsuro Kawasaki                           | 11 de enero de 2009          | 21 de junio de 2009         | 24   | Adaptación de una serie de novelas ligeras escritas por Shūsuke Amagi.                              |        |
| 2009 | Umi Monogatari                                        | Junichi Sato Yuu Kou                      | 25 de junio de 2009          | 17 de septiembre de 2009    | 12   | Basado en un juego de pachinko fabricado por Sanyo Bussan.                                          |        |
| 2010 | Omamori Himari                                        | Shinji Ushiro                             | 7 de enero de 2010           | 25 de marzo de 2010         | 12   | Adaptación de una serie manga escrita por Milan Matra.                                              |        |
| 2010 | Densetsu no Yūsha no Densetsu                         | Itsuro Kawasaki                           | 2 de julio de 2010           | 17 de diciembre de 2010     | 24   | Adaptación de una serie de novelas ligeras escritas por Takaya Kagami.                              |        |
| 2010 | Fortune Arterial: Akai Yakusoku                       | Munenori Nawa                             | 9 de octubre de 2010         | 25 de diciembre de 2010     | 12   | Basada en una novela visual para adultos de August. Coproducción junto a Feel.                      |        |
| 2011 | Oniichan no Koto Nanka Zenzen Suki Janain Dakara ne!! | Keitaro Motonaga                          | 9 de enero de 2011           | 27 de marzo de 2011         | 12   | Adaptación de una serie manga escrita por Kouichi Kusano.                                           |        |
| 2011 | Itsuka Tenma no Kuro Usagi                            | Takashi Yamamoto                          | 9 de julio de 2011           | 24 de diciembre de 2011     | 12   | Adaptación de una serie de novelas ligeras escritas por Takaya Kagami.                              |        |
| 2012 | Suki-tte ii na yo                                     | Takuya Satō Toshimasa Kuroyanagi          | 7 de octubre de 2012         | 30 de diciembre de 2012     | 13   | Adaptación de una serie manga escrita por Kanae Hazuki.                                             | [ 2 ]  |
| 2013 | Cuticle Tantei Inaba                                  | Susumu Mitsunaka                          | 4 de enero de 2013           | 22 de marzo de 2013         | 12   | Adaptación de una serie manga escrita por Mochi.                                                    |        |
| 2013 | Aku no Hana                                           | Hiroshi Nagahama                          | 5 de abril de 2013           | 30 de junio de 2013         | 12   | Adaptación de una serie manga escrita por Shūzō Oshimi.                                             |        |
| 2013 | Diabolik Lovers                                       | Shinobu Tagashira                         | 16 de septiembre de 2013     | 9 de diciembre de 2013      | 12   | Basado en una franquicia de novelas visuales para adultos de Rejet.                                 | [ 3 ]  |
| 2014 | Lady Jewelpet                                         | Itsuro Kawasaki                           | 5 de abril de 2014           | 28 de marzo de 2015         | 52   | Sexta entrega de la franquicia de anime Jewelpet. Coproducción junto a Studio Comet.                |        |
| 2014 | Mangaka-san to Assistant-san to                       | Takeshi Furuta                            | 8 de abril de 2014           | 24 de junio de 2014         | 12   | Adaptación de una serie manga de 4 paneles de Hiroyuki.                                             |        |
| 2014 | Shōnen Hollywood -Holly Stage for 49-                 | Toshimasa Kuroyanagi                      | 6 de julio de 2014           | 27 de septiembre de 2014    | 13   | Basado en una franquicia de medios japoneses de Ikuyo Hashiguchi.                                   |        |
| 2015 | Shōnen Hollywood -Holly Stage for 50-                 | Toshimasa Kuroyanagi                      | 10 de enero de 2015          | 4 de abril de 2015          | 13   | Secuela de Shōnen Hollywood -Holly Stage for 49-.                                                   |        |
| 2015 | Diabolik Lovers More, Blood                           | Risako Yoshida                            | 24 de septiembre de 2015     | 10 de diciembre de 2015     | 12   | Secuela de Diabolik Lovers.                                                                         |        |
| 2015 | Ketsuekigata-kun! Season 3                            | Yoshihasa Ōyama                           | 13 de octubre de 2015        | 29 de marzo de 2016         | 26   | Secuela de Ketsuekigata-kun! Season 2.                                                              |        |
| 2016 | Fune wo Amu                                           | Keitaro Motonaga                          | 14 de octubre de 2016        | 23 de diciembre de 2016     | 11   | Adaptación de una novela escrita por Shion Miura.                                                   | [ 4 ]  |
| 2017 | Frame Arms Girl                                       | Keiichiro Kawaguchi                       | 4 de abril de 2017           | 20 de junio de 2017         | 12   | Basado en una línea de modelos de Kotobukiya. Coproducción junto a Studio Comet.                    | [ 5 ]  |
| 2018 | Rokuhōdō Yotsuiro Biyori                              | Tomomi Kamiya                             | 10 de abril de 2018          | 26 de junio de 2018         | 12   | Adaptación de una serie de manga escrita por Yū Shimizu.                                            | [ 6 ]  |
| 2020 | Shadowverse                                           | Keiichiro Kawaguchi                       | 7 de abril de 2020           | 23 de marzo de 2021         | 48   | Basado en un videojuego de cartas coleccionables digitales de Cygames.                              | [ 7 ]  |
| 2021 | Bakuten!!                                             | Seishirō Nagaya Toshimasa Kuroyanagi      | 9 de abril de 2021           | 25 de junio de 2021         | 12   | Historia original.                                                                                  | [ 8 ]  |
| 2022 | Shadowverse Flame                                     | Keiichiro Kawaguchi                       | 2 de abril de 2022           | 24 de marzo de 2023         | 50   | Segunda entrega de la franquicia de Shadowverse.                                                    | [ 9 ]  |
| 2023 | Shadowverse Flame: Seven Shadows Arc                  | Keiichiro Kawaguchi                       | 8 de julio de 2023           | 22 de diciembre de 2023     | 25   | Secuela de Shadowverse Flame.                                                                       |        |
| 2024 | Shadowverse Flame: Arc-hen                            | Keiichiro Kawaguchi                       | 13 de abril de 2024          | 28 de septiembre de 2024    | 23   | Secuela de Shadowverse Flame: Seven Shadows Arc.                                                    |        |
| 2026 | Akane-banashi                                         | Ayumu Watanabe                            | 2026                         | —                           | —    | Adaptación de una serie manga escrita por Yuki Suenaga.                                             | [ 10 ] |